# Ratpenat de Blood
El ratpenat de Blood (Myotis altarium) és una espècie de ratpenat de la família dels vespertiliònids. Viu a Tailàndia i el sud-est de la Xina. El seu hàbitat natural són les zones amb coves on pugui niar. Es desconeix si hi ha cap amenaça significativa per a la supervivència d'aquesta espècie.